# Mitsubishi Estate
Mitsubishi Estate Co., Ltd. (jap. 三菱地所株式会社 Mitsubishi Jisho Kabushiki-gaisha) – jedna z największych japońskich firm deweloperskich zajmujących się zarządzaniem nieruchomościami, badaniami i projektowaniem architektonicznym, z siedzibą w tokijskiej dzielnicy Ōtemachi okręgu Chiyoda. Firma powstała 7 maja 1937 roku i jest jedna z głównych spółek grupy Mitsubishi.
Firma jest między innymi właścicielem Yokohama Landmark Tower, jednego z najwyższych drapaczy chmur w Japonii, zbudowanego i zaprojektowanego przez nich samych, a także prowadzi rozwój obszaru Minato Mirai 21 w Jokohamie.